# Mitromorpha hernandezi
Mitromorpha hernandezi is een slakkensoort uit de familie van de Mitromorphidae. De wetenschappelijke naam van de soort is voor het eerst geldig gepubliceerd in 2012 door Rolán & Gori.